# Карл Ремігій Фрезеніус
Карл Ремігій Фрезеніус (28 грудня 1818 — 11 червня 1897) — німецький хімік, відомий своїми дослідженнями в галузі аналітичної хімії.

## біографія
Фрезеніус народився 28 грудня 1818 року у Франкфурті, Німеччина. Пропрацювавши деякий час в аптеці в рідному місті, він вступив до Боннського університету в 1840 році, а через рік переїхав до Гіссена, де працював асистентом у лабораторії Лібіха, в 1843 році став доцентом.
У 1845 році його призначили на кафедру хімії, фізики та технології у Вісбаденському сільськогосподарському інституті, а через три роки він став першим директором хімічної лабораторії, яку він спонукав уряд Нассау заснувати на цьому місці. Під його керівництвом і керівництвом лабораторія постійно зростала в розмірах і популярності, у 1862 році при ній була заснована школа фармації (припинила існування в 1877 році) і в 1868 році лабораторія сільськогосподарських досліджень.
Крім своїх адміністративних обов'язків, Фрезеніус займався майже виключно аналітичною хімією, і повнота і точність його підручників з цього предмету (підручники з якісного аналізу вперше з'явилися в 1841 році, а з кількісного в 1846 році) незабаром перетворили їх на стандартні в галузі аналітичної хімії. Багато з оригінальних статей Фрезеніуса були опубліковані в Zeitschrift für analytische Chemie, який він заснував у 1862 році і продовжував редагувати до своєї смерті.
Примітно, що цей журнал (також відомий як Fresenius' Journal of Analytical Chemistry — перший у світі журнал аналітичної хімії) випустив 371 том, усі з яких, крім одного, були відредаговані членами сім'ї Фрезеніусів.
У 1881 році Фрезеніус передав керівництво сільськогосподарською науково-дослідною станцією своєму синові Ремігію Генріху Фрезеніусу (1847—1920), який навчався у Г. Кольбе в Лейпцигу. Інший син, Теодор Вільгельм Фрезеніус (1856—1936), отримав освіту в Страсбурзі та обіймав різні посади в лабораторії Вісбадена.
Фрезеніус раптово помер у Вісбадені у віці 78 років 11 червня 1897 року.

## Праці
- Neue Verfahrensweisen zur Prüfung der Pottasche und Soda, der Aschen, der Säuren, insbesondere des Essigs, so wie des Braunsteins auf ihren wahren Gehalt und Handelswerth: für Chemiker, Pharmaceuten, Techniker und Kaufleute ; lediglich nach eigenen Versuchen bearb. . Winter, Heidelberg 1843 Digital edition by the University and State Library Düsseldorf
- Anleitung zur qualitativen chemischen Analyse oder die Lehre von den Operationen, von den Reagentien und von dem Verhalten der bekannteren Körpern zu Reagentien: für Anfänger und Geübtere . Vieweg, Брауншвейг, 9-те вид. 1856 р. Цифрове видання Університету та Державної бібліотеки Дюссельдорфа
- Anleitung zur quantitativen chemischen Analyse oder die Lehre von der Gewichtsbestimmung und Scheidung der in der Pharmacie, den Künsten, Gewerben und der Landwirtschaft häufiger vorkommenden Körper in einfachen und zusammengesetzten Verbindungen: für Anfänger und Geübtere ; mit 190 Holzstichen . Vieweg, Braunschweig 5th ed. 1870 р . Цифрове видання Університету та Державної бібліотеки Дюссельдорфа